# Käpt’n Bay-Bay (Film)
Käpt’n Bay-Bay ist ein 1952 gedrehter deutscher Spielfilm von Helmut Käutner mit Hans Albers in der Hauptrolle.

## Handlung
Kapitän Christian Droste, den alle nur Käpt’n Bay-Bay nennen, ist ein echter Schwerenöter. Seine wahre Braut ist die See, sein Heimathafen das Abenteuer in der großen, weiten Welt. Schon dreimal musste er seine Liebste aus Fleisch und Blut, die treue Hanna, kurz vor dem Altar stehen lassen. Jedes Mal kam irgendetwas Unerwartetes dazwischen. Jetzt, wo er den vierten Anlauf zur Eheschließung mit Hanna unternimmt, stehen er und seine Braut vor der verschlossenen Kirche. Käpt’n Bay-Bay hat sich um eine Woche vertan, der Pastor kommt erst nächste Woche. Für den Seebär ist dies kein Drama, diesen Verlauf kennt er ja schon. Und so geht er mit der Hochzeitsgesellschaft kurzerhand in die nächste Kneipe und erzählt, woran bereits die ersten drei Anläufe, mit Hanna in den Hafen der Ehe zu segeln, gescheitert sind:
Beim ersten Mal kam ihm ein junges Mädchen in den Weg, das sich als blinder Passagier auf sein Schiff geschmuggelt hatte, um so nach Hamburg zu kommen. Anschließend kam ihm ein Ganovenpaar in die Quere. Die beiden hatten einen Juwelenraub begangen und der Verdacht fiel auf ihn, Käpt’n Bay-Bay, der daraufhin ins Gefängnis wanderte. Seine nächsten Stationen waren die Hafenkneipe von Blacky Blue, dann der Urwald und schließlich die verruchte Sängerin Goulou. Durch die wurde er nach diversen Abenteuern endlich auf die richtige Spur geführt, die zur Festnahme der Diebesbande führt. An Bay-Bays Seite stand stets sein treuer Freund Smutje, der Schiffskoch. Jetzt, wo alle Hindernisse beseitigt sind, kann er seine Hanna beim vierten Versuch endlich vor den Traualtar führen.

## Produktionsnotizen
Käpt’n Bay-Bay entstand vom 6. Oktober bis zum 21. Dezember 1952 an Drehorten in Deutschland (Hamburg-Blankenese, Wiesbaden) und Italien (Ischia und Neapel). Als Filmstudio diente das Atelier in Wiesbaden. Der Film wurde am 29. Januar 1953 in Frankfurt am Main uraufgeführt. Erst am 10. November 1995 erlebte der Streifen seine Fernseh-Erstausstrahlung.
Wilhelm Sperber hatte die Produktionsleitung. Die von Fritz Maurischat entworfenen Bauten wurden von Paul Markwitz ausgeführt. Alfred Bücken war für die Kostüme verantwortlich. Hans Albers und Angèle Durand traten auch in den Gesangspartien auf, die Texte dazu lieferte Fritz Graßhoff. Horst Hächler assistierte Regisseur Käutner, Dieter Wedekind Chefkameramann Friedl Behn-Grund. Kinoveteran Conny Carstennsen war einer von drei Aufnahmeleitern.
Für Regisseur Käutner und seinen Star Albers bedeutete Käpt’n Bay-Bay eine Rückkehr auf die Spuren von Große Freiheit Nr. 7, einen legendären Film, den die beiden unter kriegserschwerten Bedingungen neun Jahre zuvor (1943/44) in Prag und Hamburg gedreht hatten. Der Versuch, den damaligen Erfolg zu wiederholen, scheiterte jedoch.

## Kritiken
„Helmuth Käutner (‚Große Freiheit Nr. 7‘) drehte ‚nach Motiven der gleichnamigen Seemannskomödie‘ von Norbert Schultze (‚Bomben auf Engelland‘) in Italien, Hamburg und Wiesbaden aus Bestandteilen von Operette, Revue, Parodie, Abenteuer-Story und Seemanns-Schnack eine Art deutsches ‚Musical‘ um einen arrivierten Kuddeldaddeldu (Hans Albers), der dreimal vergeblich versuchte, die gleiche Frau (Lotte Koch) zu heiraten und als eine Art maritimer Spätheimkehrer vor dem vierten Mal erzählt, warum er immer ‚verhindert‘ war. Vom Vorbild blieben nicht viel mehr als die Lieder, die zum Teil von dem 60jährigen Hans Albers gesprochen werden.“

„Langatmige musikalische Komödie, die Versatzstücke aus Revue, Abenteuer und Love-Story vereint.“